# Питерсон, Чарльз
Чарльз Питерсон (англ. Charles Peterson; род. 1964, Лонгвью, штат Вашингтон, США) — американский фотограф, наиболее известный сотрудничеством с сиэтлским независимым лейблом Sub Pop и освещением в своих работах формирующейся гранж-сцены. Его фотографии представлены в документальном фильме о музыканте Курте Кобейне — «Курт Кобейн: О сыне».

## Биография
Питрсона увлёкся фотографией было в детстве, наблюдая за его дядей, работающем над фильмом. Во время его учёбы в Bothell High School, фотографии Питерсона печатали в школьной газете и ежегодном альманахе. Впоследствии окончил Вашингтонский университет. В настоящее время основная часть доходов Питерсона представляет собой отчисления за лицензирование его фотографий и книг. Также, время от времени он занимается фотографированием на заказ, некоторых музыкантов.
Питерсон известен благодаря своими работам отображающим становление андеграундной музыкальной сцены конца 1980-х — начала 1990-х, американского Северо-Запада. Фирменной чертой Питерсона стали полноразмерные, не обрезанные фотографии. Впоследствии эксперты так описывали его работу: «Питерсон прославился своими остросюжетными, иногда немного размытыми чёрно-белыми снимками, сделанными широкоугольным объективом».
Публицист Эверетт Тру называл его фотографом сформировавшим внешний вид сиэтлского гранжа, в свою очередь основатель лейбла Sub Pop Джонатан Поунмэн, так описывал работу фотографа: «Чарльз был основным компонентом, особенно в самом начале. Его фотографии передавали саму суть этой музыки».
Сам фотограф отмечал: «Аудитория Сиэтла была очень интересной. Мне было не интересно просто фотографировать солиста [какой-либо группы]. Мне хотелось получить опыт, чтобы зритель почувствовал, что находится в гуще событий. … Я люблю композиционную часть съемки. То, как взаимодействуют мои глаза и мозг — я постоянно придумываю идеи, с камерой или без неё».
В настоящее время Питерсон проживает в Сиэтле, с женой, сыном Феликсом и дочкой Лейкой (англ. Leica).

## Публикации
- Touch Me I’m Sick, by Jennie Boddy (Author), Eddie Vedder (Author, Introduction), Charles Peterson (Photographer)(PowerHouse, 2003)
- Screaming Life : A Chronicle of the Seattle Music Scene, Charles Peterson (Author, Photographer) (Harper Collins, 1995)
- Pearl Jam: Place/Date, Charles Peterson (Author), Lance Mercer (Author) (Rizzoli/Vitalogy, 1997)
- Cypher, Jeff Chang (Author), Charles Peterson (Photographer), (PowerHouse Books 2008)

## Персональные выставки
- Chrysler Museum of Art, Norfolk Virginia, February-May 2005[7]
- Seattle’s Experience Music Project (EMP)[8]
- Galerie Chappe, Paris «Kurt Cobain, About A Son» November 2008[9]
- Experiencing Nirvana (2014) Camden, UK[10]